# وحید منوچهری
وحید منوچهری (زادهٔ ۱۳۵۱ در تهران) دوبلور ایرانی است که از بیست‌ و چهار سالگی به طور حرفه‌ای فعالیت در دوبله را آغاز کرد.
دوبلوری که در نقش‌های عصبی و هیستریک مهارت دارد، با کنترل دقیق لحن و شدت صدا، به‌خوبی احساسات پیچیده و ناپایدار شخصیت‌ها را منتقل می‌کند. توانایی او در تغییر ریتم و تن صدا باعث می‌شود نقش‌های پرتنش، باورپذیر و تأثیرگذار شنیده شوند. این دوبلور با بازیگری صوتی ماهرانه، جان تازه‌ای به شخصیت‌های پرهیجان و پراضطراب می‌بخشد.
```
او فرزند 
حمید منوچهری
 از دوبلورهای قدیمی ایران است.
```

## فعالیت‌ها
نمونه‌هایی از فعالیت در دوبله
| عنوان فیلم / انیمیشن        | نقش                  | بازیگر         |
| --------------------------- | -------------------- | -------------- |
| رودخانهٔ ماه                 | ایل‌جی‌ما              |                |
| سرزمین آهن                  | پادشاه سورو          |                |
| عجیب تر از داستان           | هارولد کریک          | ویل فرل        |
| انتقام‌جویان: جنگ ابدیت      | استار لرد/پیتر کوئیل | کریس پرت       |
| ثور: رگنوراک                | لوکی                 | تام هیدلستون   |
| پلنگ سیاه                   |                      | مایکل بی جوردن |
| کینگزمن: محفل طلایی         | چنینگ تیتوم          |                |
| حاشیه اقیانوس آرام: طغیان   | جان بویگا            |                |
| افسانهٔ عقاب‌های مبارز        | گواجینگ              |                |
| تریپل اکس: دولت متحد        | اسکات اسپیدمن        |                |
| به جنگل خوش آمدید           | شان ویلیام اسکات)    |                |
| پسران بد                    | ویل اسمیت            |                |
| شیوع                        | کوبا گودینگ جونیور)  |                |
| عنکبوت‌های یخی               |                      |                |
| لوکوموتیو ران               |                      |                |
| حرفهٔ خانوادگی               | متیو برادریک         |                |
| بی‌نوایان                    | ماریوس               |                |
| پرستاران                    | بن                   |                |
| ۲۴                          | مایل پاپازیان        |                |
| گروه تجسس: گرگ (رئیس بدا!)  |                      |                |
| من بارات هستم               | نخست وزیر            | ماهش بابو      |
| مرگ نامهء سهراب (۱۳۹۶)      | سهراب                | محمدرضا ترابی  |
| آقای آفتاب مجموعه تلویزیونی | شاو یو-جین           | لی بیونگ-هان   |